# Квартет (игра с карти)
Квартетът е (търговска) игра на карти, известна и като „върви за риба“ (Go Fish, Fish). Играта е измислена в Холандия, където е известна като квартет. Квартетите, като Ace Trumps (ранна версия на Top Trumps), обикновено не са лицензирани.
Първоначалноь, всеки пакет съдържа 32 карти, разделени на 8 групи от по 4 карти, за разлика от стандартния пакет с 52 игрални карти, но броят на комплектите се променя от компания на компания.
Версия на играта е публикувана от австрийската компания за игри на карти Piatnik през 60-те години, а по-късно е пусната от Dubreq, Ace, Waddingtons и други компании. Играта продължи да вдъхновява Top Trumps.
В Холандия играта често се използва като образователен инструмент.

## Правила на игра
Пакета с карти съдържа четворки от обединени по някакъв признак карти – знаци и илюстрации като числа, професии, животни и т.н. Наричат се 4-членни семейства. Цел е събирането на най-голям брой комплекти, което ги изважда от играта.